# 石村古墳站
石村古墳站（：／ Seokchon-gobun yeok */?）是首爾地鐵9號線沿線的一座地下車站，位於韓國首爾特別市松坡區三田洞。

## 車站結構
站體為1面2線島式月台的地下車站，候車月台設有月台幕門，並有4處出口。

### 月台配置
| 三田 ↑   |
| 下 上 \| |
| ↓ 石村   |

| 月台 | 路線           | 目的地                                                       |
| ---- | -------------- | ------------------------------------------------------------ |
| 上行 | ●首爾地鐵9號線 | 綜合運動場、宣靖陵、新論峴、銅雀、鷺梁津、金浦機場、開花方向 |
| 下行 | ●首爾地鐵9號線 | 石村、奧林匹克公園、中央報勳醫院方向                         |

## 歷史
- 2018年12月1日：落成啟用。

## 車站周邊
- 石村洞古墳群
- 培明中學
- 培明高校
- 松坡區議會
- 健康泉藥局

## 圖片

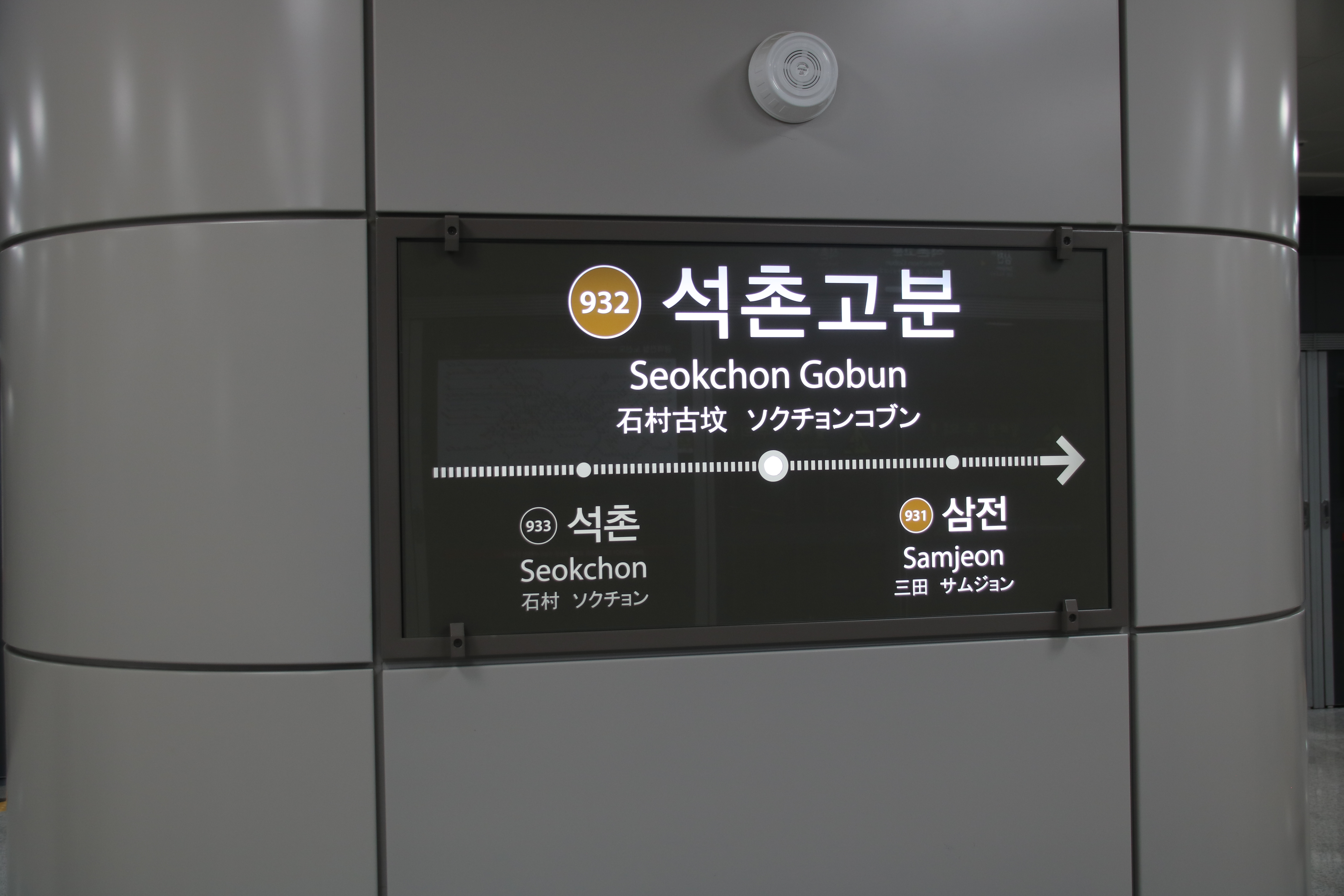
站名牌
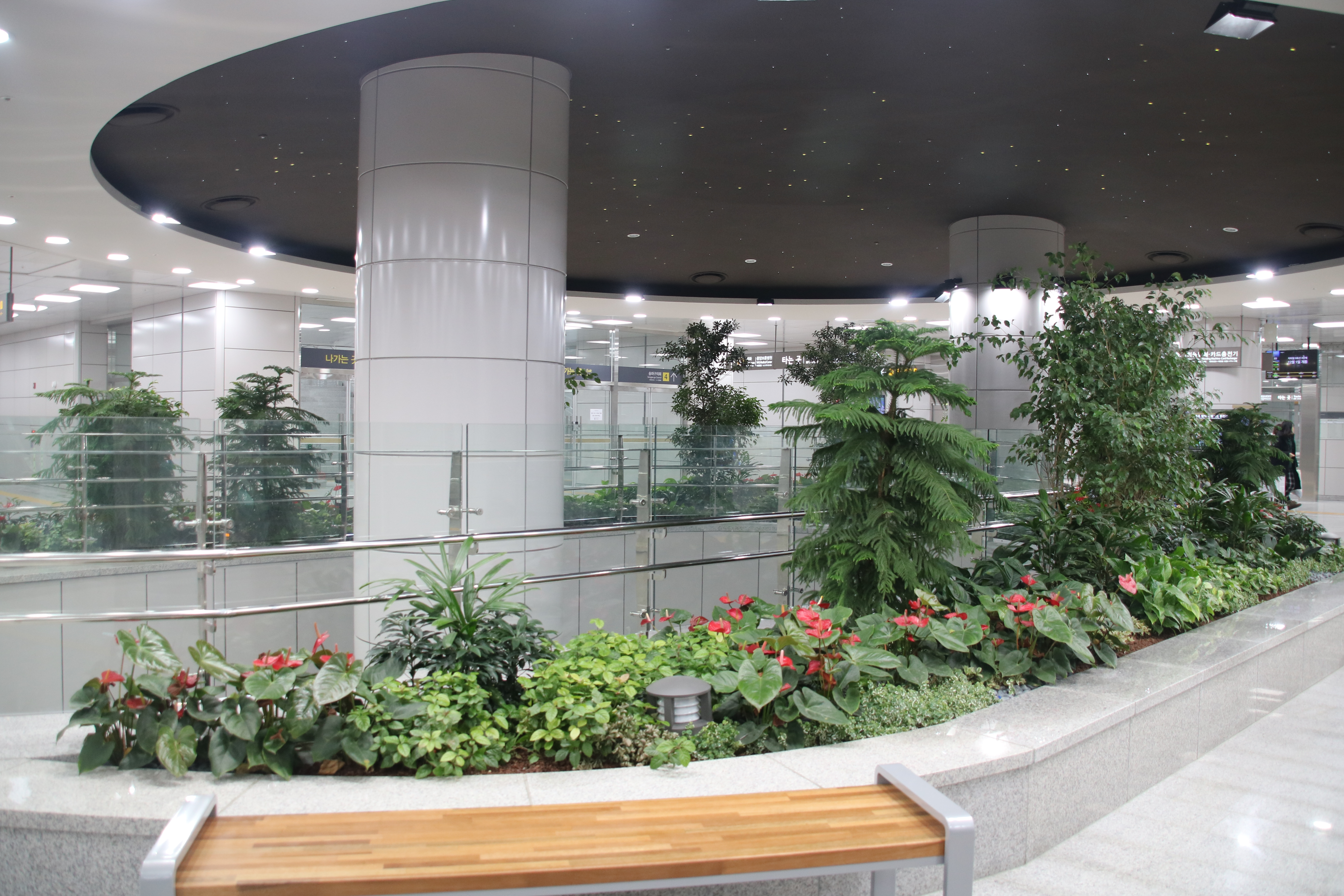
候車大廳
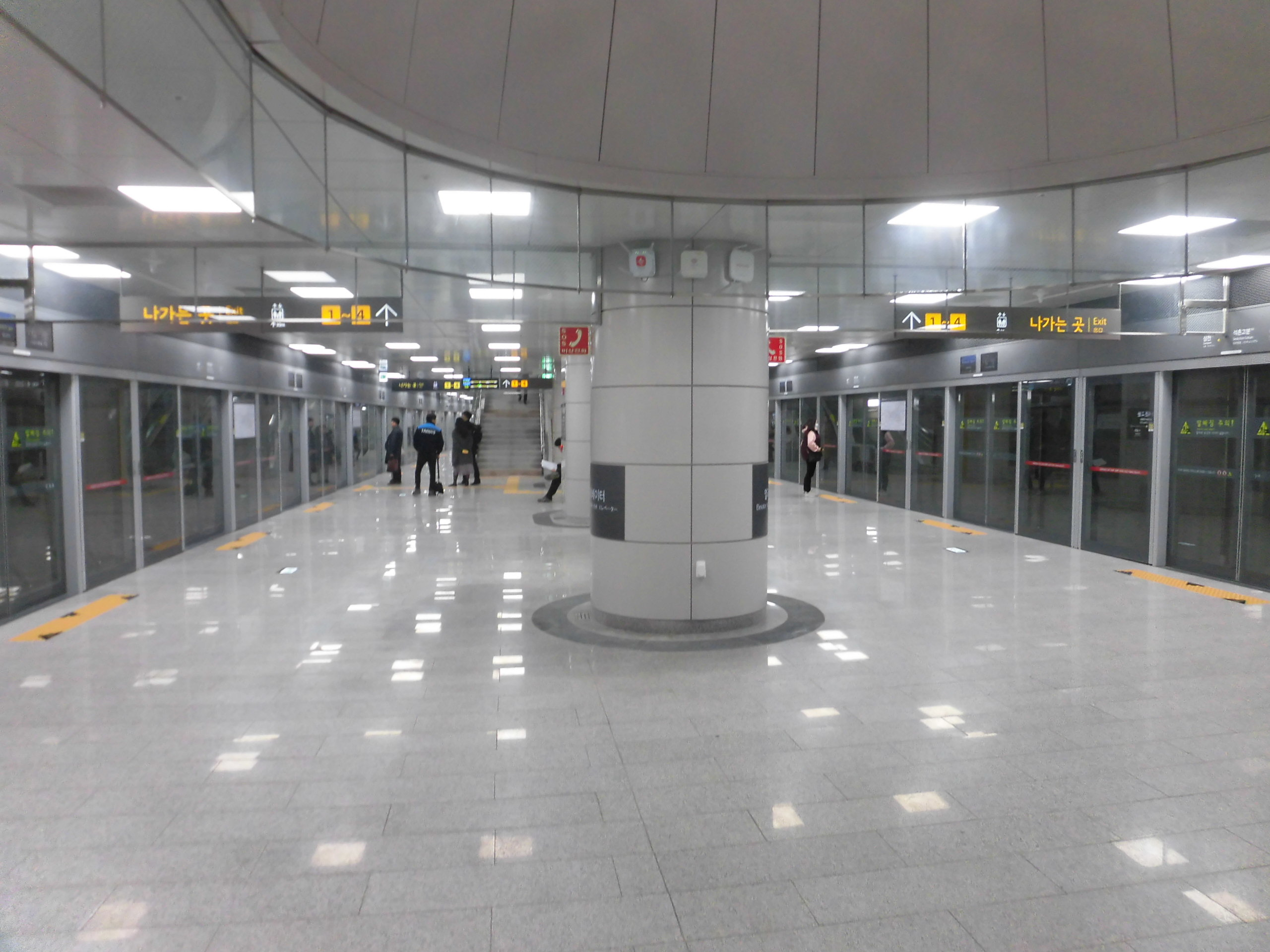
候車月台
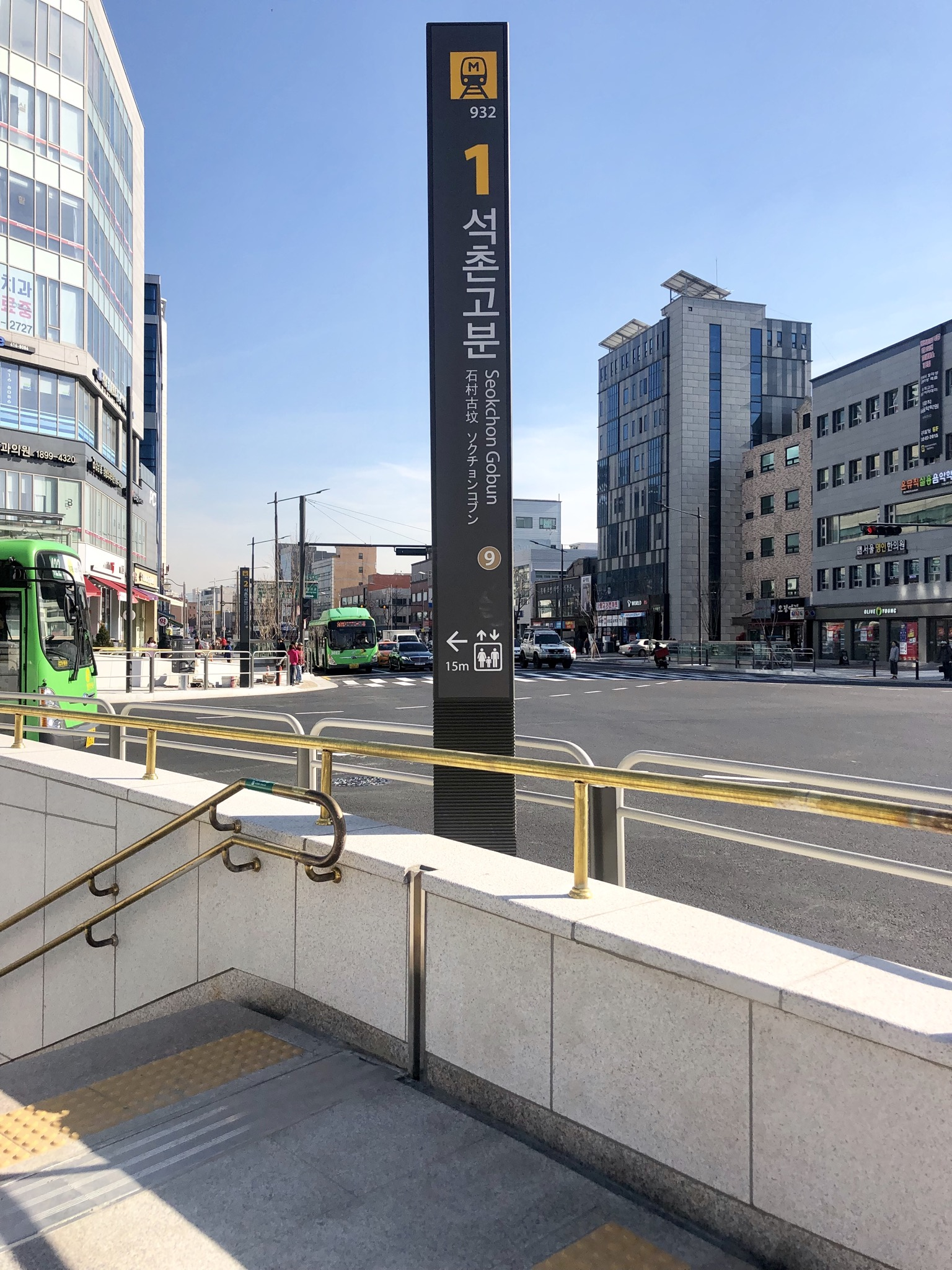
1號出口
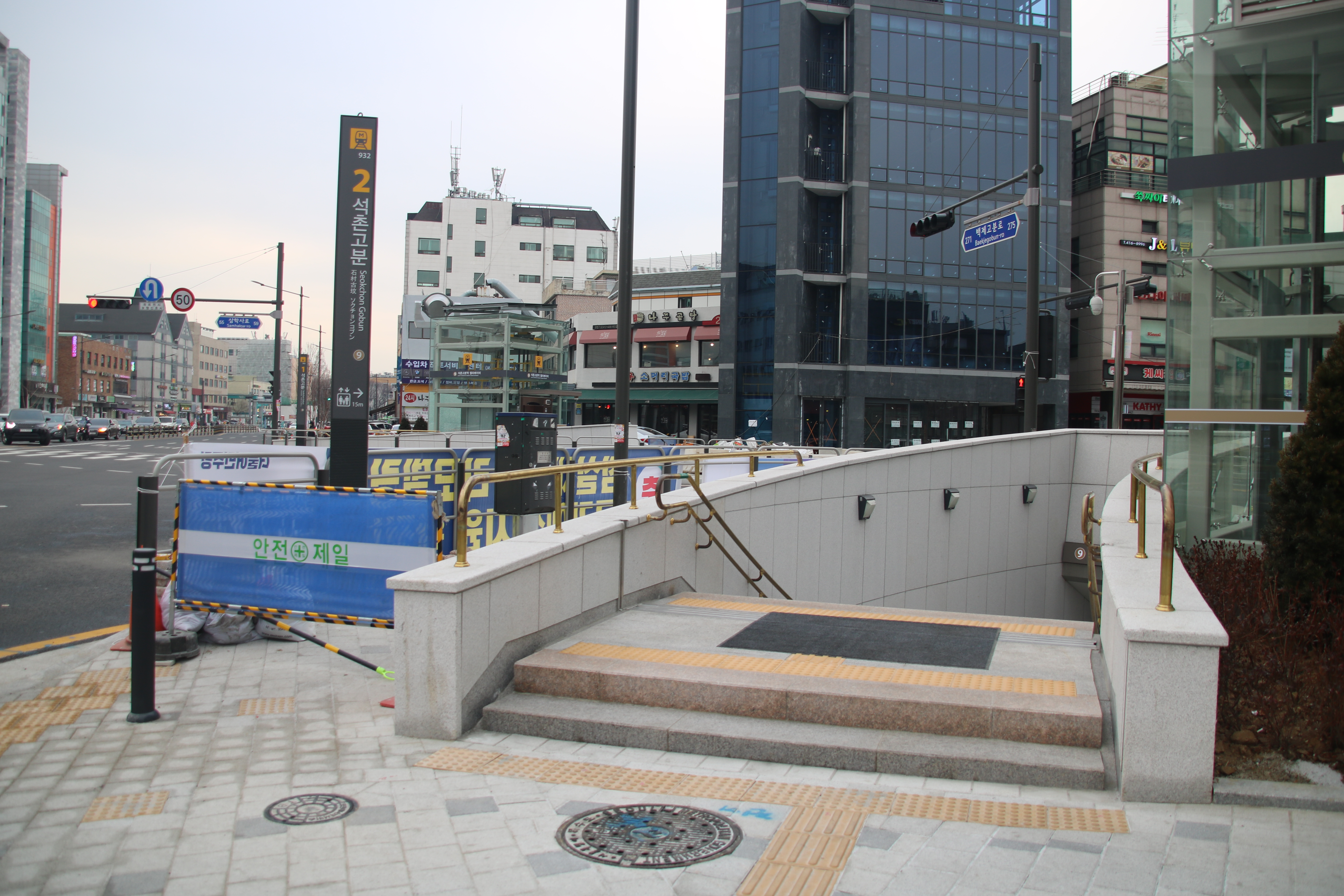
2號出口
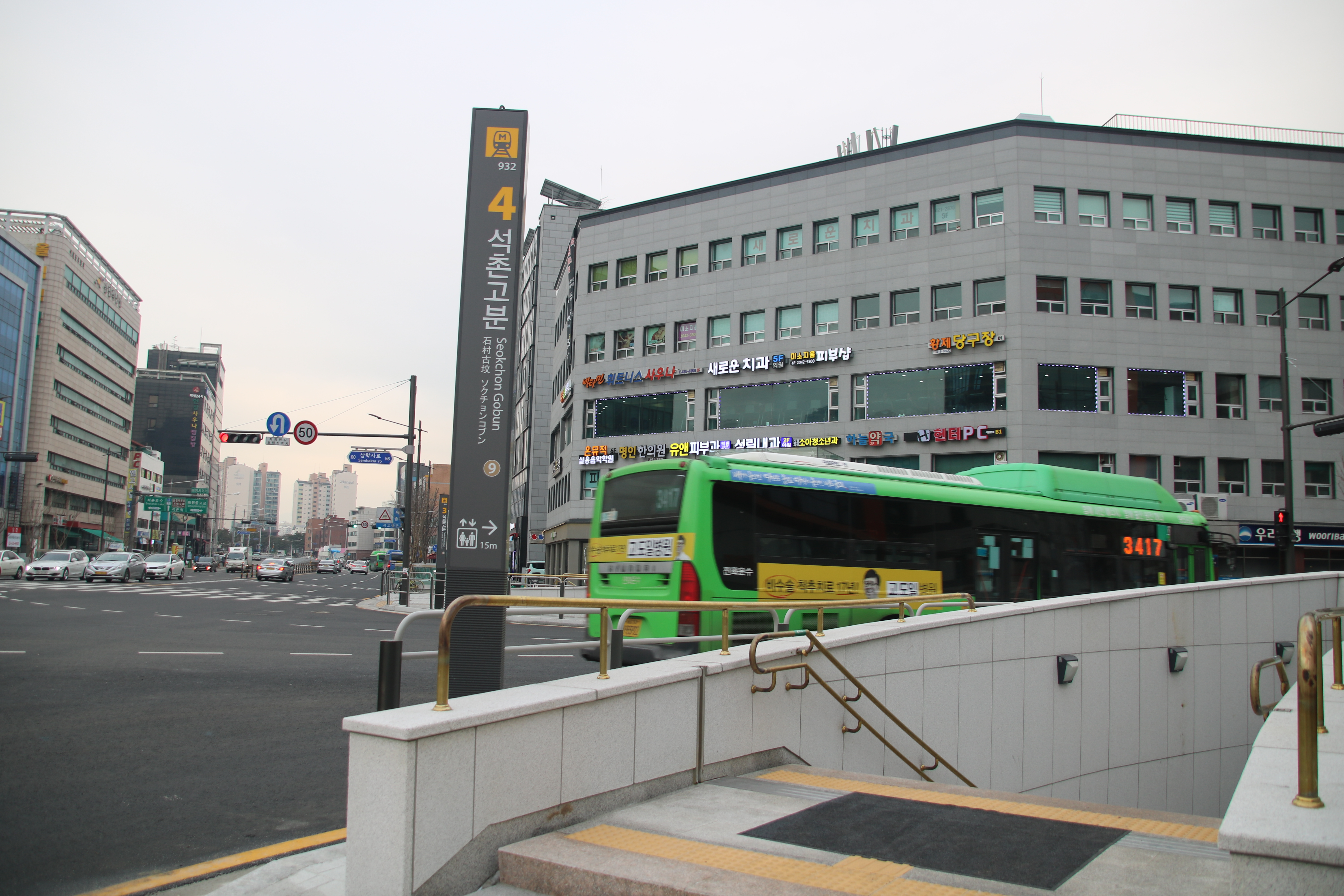
4號出口

## 相鄰車站
首爾交通公社
●首爾地鐵9號線
一般
三田（931）－石村古墳（932）－石村（933）